# Barlahida
Barlahida è un comune dell'Ungheria di 169 abitanti (dati 2001). È situato nella contea di Zala.